# (25930) Spielberg
(25930) Spielberg ist ein Asteroid des Hauptgürtels. Er wurde  am 21. Februar 2001 vom chinesischstämmigen kanadischen Astronomen William Kwong Yu Yeung am Desert Beaver Observatorium (IAU-Code 919) in Arizona entdeckt.
Der Asteroid wurde nach dem US-amerikanischen Filmregisseur, Filmproduzent und Drehbuchautor Steven Spielberg (* 1946) benannt, der für seine Arbeit dreimal den Oscar erhielt.